# Xã Wheatley, Quận St. Francis, Arkansas
Xã Wheatley (tiếng Anh: Wheatley Township) là một xã thuộc quận St. Francis, tiểu bang Arkansas, Hoa Kỳ. Năm 2010, dân số của xã này là 401 người.